# 福田幹也
福田 幹也（ふくだ みきや、1980年6月6日 - ）は、神奈川県出身のプロバスケットボール選手である。ポジションはフォワードで、身長191cm、体重85kg。

## 来歴
横浜商大高から神奈川大学を経て横浜ギガキャッツに入団。ギガキャッツの後継クラブである横浜ギガスピリッツにも所属し、2007年にJBL2の千葉ピアスアローバジャーズに移籍。
2008年、bjリーグのライジング福岡に入団したが、2009年1月契約解除。同年、米独立リーグIBLの日本人チーム、ニッポン・トルネードでプレーする。
2011-12シーズンを横浜ビー・コルセアーズの練習生として過ごした後、2012年に埼玉ブロンコスと契約し、2012-13シーズンは25試合に出場。2013年、富山グラウジーズに移籍。2013-14シーズンは富山で19試合に出場した。シーズン終了後の2014年8月、福田は自らのブログで富山を退団することを明らかにした。
2014年、bjの下部リーグにあたるbjチャレンジリーグに参加する広島ライトニングと契約する。
2015年7月、東京サンレーヴスに移籍。